# Android 16
Android 16 és la setzena i última versió important d'Android, el sistema operatiu per a mòbils desenvolupat per l'Open Handset Alliance i liderat per Google. La primera versió prèvia per a desenvolupadors es va publicar el 19 de novembre de 2024. La primera versió beta es va publicar el 23 de gener de 2025. Google va publicar la versió final el 10 de juny de 2025.

## Història

Logotip de la vista prèvia per a desenvolupadors d'Android 16

Android 16 té el nom en clau intern "Baklava". Aquesta elecció de noms marca un allunyament de l'ordre alfabètic tradicional dels noms en clau amb temàtica de postres, que havia estat un tret distintiu de les versions anteriors d'Android. El canvi a "Baklava" reflecteix els canvis recents de Google en el seu enfocament de desenvolupament, en particular el seu "Trunk Stable Project", que va simplificar els processos de compilació i les convencions de nomenament a partir d'Android 14.
La primera versió prèvia per a desenvolupadors (també coneguda com a DP1) per a Android 16 es va publicar el 19 de novembre de 2024. Una segona vista prèvia per a desenvolupadors es va publicar el 18 de desembre de 2024. La primera versió beta es va publicar el 23 de gener de 2025, i la segona versió beta es va publicar poc després, el 13 de febrer de 2025. La tercera beta, publicada el 13 de març de 2025, va marcar una fita en l'estabilitat de la plataforma. La quarta i última beta programada d'Android 16 es va publicar el 17 d'abril de 2025.

## Característiques
Les notes oficials de la versió indiquen que les funcions següents s'introduiran a Android 16:

### Interfície d'usuari
Android 16 introdueix una revisió del llenguatge de disseny de materials del sistema operatiu anomenat "Material 3 Expressive", que presenta un ús més gran de l'animació, els colors i el desenfocament. Material 3 Expressive no s'inclourà en el llançament inicial d'Android 16 i està previst que es publiqui més tard el 2025.

### Terminal de Linux
A Android 16, Google va ampliar la funció " Terminal Linux", que es va introduir inicialment a Android 15 QPR2 beta, permetent als usuaris executar aplicacions Linux dins d'una màquina virtual als seus dispositius. Aquesta funció utilitza l'Android Virtualization Framework (AVF) per crear un entorn basat en Debian on els usuaris poden executar ordres i aplicacions gràfiques de Linux. El sistema operatiu convidat està completament aïllat per l'hipervisor (KVM o gunyah) i programa recursos amb el seu propi nucli de Linux. Cal destacar que admet l'execució de programari clàssic com Doom, cosa que demostra la seva capacitat per gestionar aplicacions d'escriptori completes.

### Selector de fotos incrustat
El selector de fotos d'Android ara inclou compatibilitat amb serveis multimèdia basats en el núvol com ara Google Fotos. Els usuaris poden seleccionar perfectament les fotos emmagatzemades als seus comptes al núvol, eliminant la necessitat de canviar entre aplicacions. A més, el selector integra àlbums al núvol juntament amb contingut local. El selector integrat ara pot respondre a canvis de configuració com l'orientació de la pantalla o el canvi de tema, pot ocultar el menú addicional i les funcions de previsualització, i inclou la barra de selecció i la barra de menú, i es pot expandir o contraure. A més, el selector ara inclou la funcionalitat de cerca, que permet als usuaris cercar fotos i vídeos específics dins del seu emmagatzematge local i al núvol.

### Registres mèdics
Android 16 introdueix una funcionalitat millorada a Health Connect, que permet a les aplicacions accedir i gestionar dades mèdiques a través d'un nou conjunt d'API. La versió prèvia inicial per a desenvolupadors inclou compatibilitat amb l'escriptura d'historials mèdics en format Fast Healthcare Interoperability Resources (FHIR), un mètode estandarditzat per gestionar els historials mèdics electrònics en diferents sistemes sanitaris. Aquesta funció actualment se centra en els registres de vacunació, amb plans per ampliar el suport per a resultats de laboratori, medicaments i més. Les aplicacions poden utilitzar permisos com ara android.permission.health. READ_MEDICAL_DATA_IMMUNIZATION i android.permission.health. WRITE_MEDICAL_DATA per interactuar amb aquestes dades, amb el consentiment explícit de l'usuari requerit.

### Zona de proves de privadesa a Android
Aquesta característica limita els mecanismes de seguiment mitjançant la utilització de dades anonimitzades i el processament local per oferir contingut personalitzat sense comprometre la privadesa de l'usuari.

### Compartir àudio
Android 16 utilitza la tecnologia Auracast de Bluetooth LE Audio. Això permet als usuaris transmetre àudio a diversos dispositius Bluetooth simultàniament, com ara auriculars o altaveus, sense processos d'emparellament complexos. Per utilitzar aquesta funció, tant el dispositiu font com els dispositius receptors han de ser compatibles amb Bluetooth LE Audio.

### Temps de recàrrega de les notificacions
La funció de refredament de notificacions a Android 16 té com a objectiu reduir les distraccions causades per les ràfegues de notificacions ràpides. Quan es reben diverses notificacions en una successió ràpida, aquesta funció redueix temporalment el so de les notificacions i minimitza les alertes durant un màxim de dos minuts. Aquest ajust no afecta les notificacions prioritàries com ara trucades o alarmes, cosa que permet als usuaris mantenir la concentració mentre reben actualitzacions crítiques.

### Aplicacions adaptatives
Per garantir una funcionalitat perfecta en diversos dispositius i mides de pantalla, Android 16 elimina la capacitat de les aplicacions de restringir l'orientació i la redimensionament de la pantalla en pantalles grans. Aquest canvi anima els desenvolupadors a crear aplicacions adaptatives que s'ajustin amb fluïdesa a diferents dimensions i orientacions de la pantalla. Inicialment, el 2025, això afectarà les aplicacions dirigides al nivell 36 de l'API en dispositius amb pantalles de més de 600 dp, amb una opció de desactivació disponible. El 2026, la política s'estendrà a les aplicacions dirigides al nivell 37 de l'API, eliminant la disposició de no participar.

### Actualitzacions en directe
Android 16 introdueix "Actualitzacions en directe", una nova classe de notificacions dissenyades per ajudar els usuaris a supervisar i accedir ràpidament a activitats importants en curs. La nova plantilla de notificacions ProgressStyle proporciona una experiència d'usuari coherent per a les actualitzacions en directe, cosa que ajuda els desenvolupadors a crear recorreguts d'usuari centrats en el progrés, com ara el transport compartit, el lliurament i la navegació. Inclou compatibilitat amb icones personalitzades per al seguiment del progrés inicial, final i actual, segments i punts, estats del recorregut de l'usuari, fites i més.

### Compatibilitat amb còdecs APV
Android 16 introdueix compatibilitat amb el còdec Advanced Professional Video (APV), dissenyat per a la gravació i postproducció de vídeo d'alta qualitat a nivell professional. L'estàndard de còdec APV ofereix funcions com ara el mostreig de color YUV 422, la codificació de 10 bits i taxes de bits objectiu de fins a 2 Gbit/s. Una implementació de referència es proporciona a través del projecte OpenAPV.

### Renderització de text vertical
Per millorar la compatibilitat amb els idiomes que utilitzen sistemes d'escriptura verticals, com el japonès, Android 16 afegeix compatibilitat de baix nivell per a la renderització i la mesura de text verticalment. S'ha afegit un nou indicador, VERTICAL_TEXT_FLAG, a la classe Paint. Quan aquest indicador està definit, les API de mesura de text de Paint informaran dels avenços verticals en lloc dels horitzontals, i Canvas dibuixarà el text verticalment.

## Desenvolupament
La primera versió prèvia per a desenvolupadors d'Android 16 es va publicar el 19 de novembre de 2024. Una segona vista prèvia per a desenvolupadors es va publicar el 18 de desembre de 2024. La primera versió beta es va publicar el 23 de gener de 2025. La versió estable final d'Android 16 està prevista per al segon trimestre del 2025.
A diferència de les versions anteriors, Android 16 es llançarà a principis d'any. Cal destacar que Android 16 tindrà dues versions d'SDK separades. El primer SDK inclourà canvis de comportament, juntament amb noves API i funcions, mentre que el segon SDK se centrarà principalment en la introducció de noves API i funcions. Es preveu que el primer SDK es publiqui al març del 2025 juntament amb la tercera versió beta d'Android 16, mentre que el segon SDK es publicarà al quart trimestre del 2025. Google ha declarat que aquest canvi forma part del seu esforç continu per accelerar la innovació en aplicacions i dispositius.